# Bellamya ecclesi
Bellamya ecclesi es una especie de molusco gasterópodo de la familia Viviparidae en el orden de los Mesogastropoda.

## Distribución geográfica
Se encuentra en Malaui y Mozambique.

## Hábitat
Su hábitat natural son: lagos de agua dulce.